# 5096 Luzin
5096 Luzin (1983 RC5) là một tiểu hành tinh vành đai chính được phát hiện ngày 5 tháng 9 năm 1983 bởi L. V. Zhuravleva ở Nauchnyj.